# Liste der Monuments historiques in Nolay (Côte-d’Or)
Die Liste der Monuments historiques in Nolay führt die Monuments historiques in der französischen Gemeinde Nolay auf.

## Liste der Immobilien
| Bezeichnung           | Beschreibung                                           | Standort                     | Kennzeichnung | Schutzstatus | Datum | Bild           |
| --------------------- | ------------------------------------------------------ | ---------------------------- | ------------- | ------------ | ----- | -------------- |
| Lazare-Carnot-Denkmal | 1882 errichtet, Bildhauer Jules Roulleau               | Place Carnot (Lage)          | PA21000111    | Inscrit      | 2023  | weitere Bilder |
| Kapelle St-Pierre     | aus dem 16. Jahrhundert; zugehörig ein Monumentalkreuz | 1 rue de la Chapelle (Lage)  | PA00112764    | Inscrit      | 1991  | weitere Bilder |
| Markthalle            | bezeichnet 1388                                        | Rue des Halles (Lage)        | PA00112572    | Classé       | 1937  | weitere Bilder |
| Dolmen von Champin    | jungsteinzeitlich                                      | nordöstlich des Ortes (Lage) | PA00112571    | Classé       | 1911  |                |

## Liste der Objekte
| Bezeichnung                                           | Beschreibung                                                                               | Standort                                        | Kennzeichnung | Schutzstatus | Datum | Bild           |
| ----------------------------------------------------- | ------------------------------------------------------------------------------------------ | ----------------------------------------------- | ------------- | ------------ | ----- | -------------- |
| Gemälde Martyrium des heiligen Mamas                  | Ölfarbe auf Leinwand, zweite Hälfte des 16. Jahrhunderts; nach Jean Cousin dem Älteren     | in der Kirche St-Martin (Lage)                  | PM21001634    | Classé       | 1918  |                |
| Skulptur Madonna mit Kind                             | Holz, farbig gefasst und vergoldet, 18. Jahrhundert                                        | in der Kirche St-Martin (Lage)                  | PM21001635    | Classé       | 1918  |                |
| Adlerpult                                             | Holz, farbig gefasst, Marmor, Schmiedeeisen, bezeichnet 1739                               | in der Kirche St-Martin (Lage)                  | PM21001636    | Classé       | 1918  |                |
| Skulptur Heiliger Jakobus der Ältere                  | Holz, farbig gefasst, 16. Jahrhundert; im Hôtel-de-Ville deponiert                         | in der Kapelle St-Jacques-et-St-Philippe (Lage) | PM21001638    | Classé       | 1978  |                |
| Skulptur eines Bischofs                               | Kalkstein, farbig gefasst, zweite Hälfte des 15. Jahrhunderts; im Hôtel-de-Ville deponiert | in der Kapelle St-Jacques-et-St-Philippe (Lage) | PM21001639    | Classé       | 1978  |                |
| Skulptur Heilige Martha                               | Kalkstein, farbig gefasst, zweite Hälfte des 15. Jahrhunderts; im Hôtel-de-Ville deponiert | in der Kapelle St-Jacques-et-St-Philippe (Lage) | PM21001640    | Classé       | 1978  |                |
| Skulptur Heiliger Benedikt                            | Holz, farbig gefasst, Ende des 15. Jahrhunderts; im Hôtel-de-Ville deponiert               | in der Kapelle St-Jacques-et-St-Philippe (Lage) | PM21001641    | Classé       | 1978  |                |
| Grundstein                                            | Kalkstein, bezeichnet 1517                                                                 | außen an der Kapelle St-Pierre (Lage)           | PM21001642    | Classé       | 1918  |                |
| Gemälde Madonna mit Kind                              | Ölfarbe auf Holz, 16. Jahrhundert, vergoldeter Holzrahmen, 18. Jahrhundert; nach Raffael   | im EHPAD Jeanne-Pierrette Carnot (Lage)         | PM21001643    | Classé       | 1918  |                |
| Gemälde Maria Magdalena                               | Email auf Kupfer, vor 1667, von Hélie Poncet                                               | im ehemaligen Hospiz (Lage)                     | PM21001644    | Classé       | 1918  |                |
| Gemälde Reuiger Petrus                                | Email auf Kupfer, vor 1667, von Hélie Poncet                                               | im ehemaligen Hospiz (Lage)                     | PM21001645    | Classé       | 1918  |                |
| Kommode                                               | Eichen- und Buchenholz, Bronze, Marmor, um 1740                                            | im EHPAD Jeanne-Pierrette Carnot (Lage)         | PM21001646    | Classé       | 1918  |                |
| Schrank (1)                                           | Obstbaumholz, 17. Jahrhundert                                                              | im EHPAD Jeanne-Pierrette Carnot (Lage)         | PM21001647    | Classé       | 1918  |                |
| Mörser (1)                                            | Bronze, 16. Jahrhundert                                                                    | im ehemaligen Hospiz (Lage)                     | PM21001648    | Classé       | 1960  |                |
| Mörser (2)                                            | Bronze, 16. Jahrhundert                                                                    | im ehemaligen Hospiz (Lage)                     | PM21001649    | Classé       | 1960  |                |
| Modell der Einsiedelei St-Philippe                    | Holz, Pappe, Papier, bemalt, Anfang des 19. Jahrhunderts                                   | im ehemaligen Hospiz (Lage)                     | PM21001650    | Classé       | 1978  |                |
| Gemälde Porträt eines Manns                           | Ölfarbe auf Leinwand, vergoldeter Holzrahmen, Anfang des 18. Jahrhunderts                  | im EHPAD Jeanne-Pierrette Carnot (Lage)         | PM21001651    | Classé       | 1978  |                |
| Grabstein für die Schwestern des Maison de la Charité | Kalkstein, mehrfach bezeichnet 1774 bis 1823                                               | im ehemaligen Hospiz (Lage)                     | PM21001652    | Classé       | 1918  |                |
| Relief Anbetung der Hirten                            | Kalkstein, ehemals farbig gefasst, bezeichnet 1655                                         | am Maison Lebault                               | PM21001653    | Classé       | 1919  |                |
| Skulptur Heilige Regina                               | Kalkstein, farbig gefasst, 17. Jahrhundert; aus der Kapelle St-Jacques-et-St-Philippe      | in der Kirche St-Martin (Lage)                  | PM21003650    | Inscrit      | 1976  |                |
| Skulptur eines Heiligen mit Buch                      | Kalkstein, farbig gefasst, um 1600; aus der Kapelle St-Jacques-et-St-Philippe              | in der Kirche St-Martin (Lage)                  | PM21003651    | Inscrit      | 1976  |                |
| Skulptur Unterweisung Mariens                         | Kalkstein, farbig gefasst, 17. Jahrhundert; aus der Kapelle St-Jacques-et-St-Philippe      | in der Kirche St-Martin (Lage)                  | PM21003652    | Inscrit      | 1976  |                |
| Stundenschläger der Turmuhr                           | Holz, farbig gefasst, 1935 und um 1979; nach Vorlagen des 17. Jahrhunderts                 | in der Kirche St-Martin (Lage)                  | PM21004812    | Inscrit      | 2006  | weitere Bilder |
| Drei Glocken                                          | Bronze, 1935 gegossen                                                                      | in der Kirche St-Martin (Lage)                  | PM21004813    | Inscrit      | 2006  |                |
| Bettgestell (1)                                       | Nussbaumholz, 18. oder 19. Jahrhundert                                                     | im ehemaligen Hospiz (Lage)                     | PM21004957    | Inscrit      | 2013  |                |
| Bettgestell (2)                                       | Eisen, 19. Jahrhundert                                                                     | im ehemaligen Hospiz (Lage)                     | PM21004958    | Inscrit      | 2013  |                |
| Fünf Bettgestelle                                     | Eisen, 19. Jahrhundert                                                                     | im ehemaligen Hospiz (Lage)                     | PM21004959    | Inscrit      | 2013  |                |
| Nachtstuhl                                            | Akazienholz, Kunstleder, Keramik, um 1910                                                  | im ehemaligen Hospiz (Lage)                     | PM21004960    | Inscrit      | 2013  |                |
| Untersuchungstisch                                    | Metall, lackiert, Anfang des 20. Jahrhunderts                                              | im ehemaligen Hospiz (Lage)                     | PM21004961    | Inscrit      | 2013  |                |
| Flasche für Blutegel                                  | Glas, 18. Jahrhundert                                                                      | im ehemaligen Hospiz (Lage)                     | PM21004962    | Classé       | 2018  |                |
| 30 Chemikaliengläser                                  | Glas, 18. und 19. Jahrhundert                                                              | im ehemaligen Hospiz (Lage)                     | PM21004963    | Inscrit      | 2013  |                |
| 48 Chemikaliengläser                                  | Glas, 19. Jahrhundert                                                                      | im ehemaligen Hospiz (Lage)                     | PM21004964    | Inscrit      | 2013  |                |
| 67 Arzneibehälter                                     | Glas, 18. und 19. Jahrhundert                                                              | im ehemaligen Hospiz (Lage)                     | PM21004965    | Inscrit      | 2013  |                |
| Löffel                                                | Silber, zweites Viertel des 18. Jahrhunderts                                               | im ehemaligen Hospiz (Lage)                     | PM21004966    | Classé       | 2018  |                |
| Schrank (2)                                           | Nussbaum- und Eichenholz, zweite Hälfte des 17. Jahrhunderts                               | im ehemaligen Hospiz (Lage)                     | PM21004967    | Inscrit      | 2013  |                |
| Gemälde Zwei Nonnen an einem Krankenbett              | Ölfarbe auf Leinwand, vergoldeter Holzrahmen, Mitte des 18. Jahrhunderts                   | im ehemaligen Hospiz (Lage)                     | PM21004968    | Classé       | 2018  |                |
| Türglocke                                             | Bronze, 18. Jahrhundert                                                                    | im ehemaligen Hospiz (Lage)                     | PM21004969    | Inscrit      | 2013  |                |
| Glocke                                                | Bronze, 1754 gegossen                                                                      | in der Kirche St-Martin (Lage)                  | PM21001637    | Classé       | 1918  |                |